# Szyszkówka gorzkawa

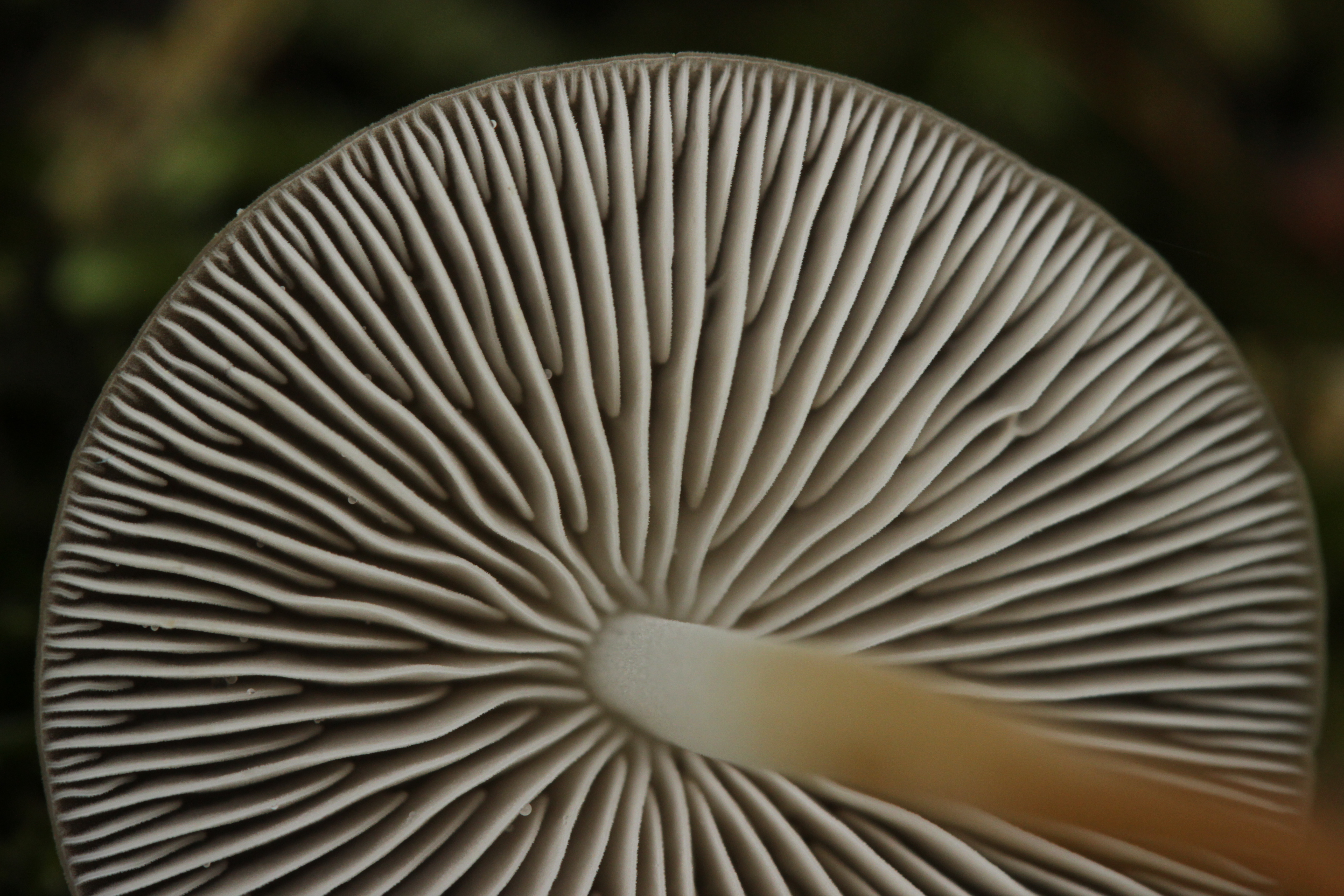

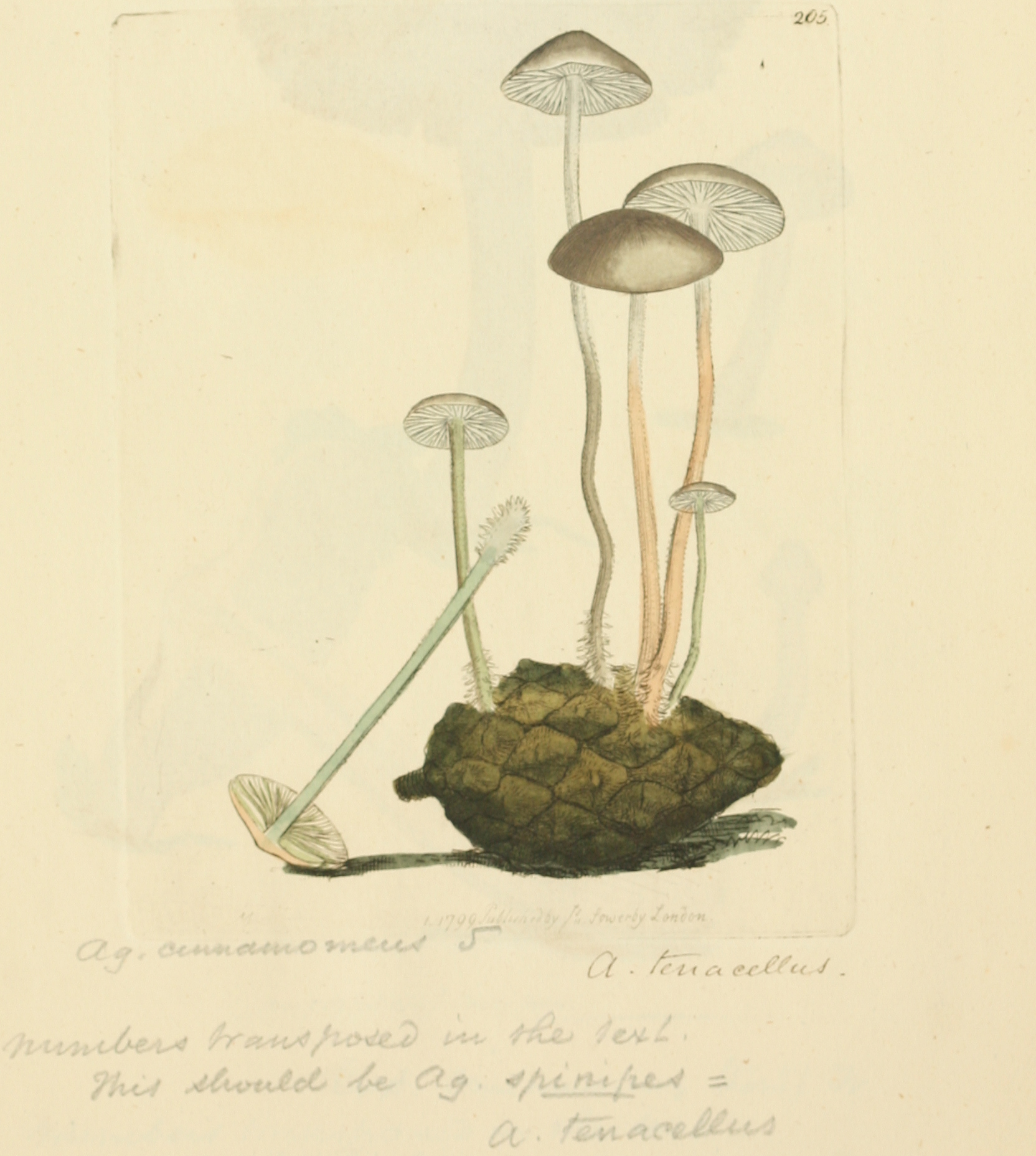

Szyszkówka gorzkawa (Strobilurus tenacellus (Pers.) Singer) – gatunek grzybów z rodziny obrzękowcowatych (Physalacriaceae)'.

## Systematyka i nazewnictwo
Pozycja w klasyfikacji według Index Fungorum: Strobilurus, Physalacriaceae, Agaricales, Agaricomycetidae, Agaricomycetes, Agaricomycotina, Basidiomycota, Fungi.
Po raz pierwszy opisał go w 1794 r. Christiaan Hendrik Persoon, nadając mu nazwę Agaricus tenacellus. Obecną, uznaną przez Index Fungorum nazwę nadał mu w 1962 r. Rolf Singer, przenosząc go do rodzaju Strobilurus. Ma kilkanaście synonimów. Niektóre z nich:
- Marasmius tenacellus (Pers.) J. Favre 1939
- Pseudohiatula esculenta subsp. tenacella (Pers.) Hongo 1959
- Pseudohiatula tenacella (Pers.) Métrod 1952

Franciszek Kwieciński nadał mu polską nazwę twardzioszek szyszkowy, Barbara Gumińska i Władysław Wojewoda w 1983 r. zmienili ją na szyszkówka świerkowa.

## Morfologia
Kapelusz
Dzwonkowaty z małą, centralną, lekko zaznaczoną brodawką. Powierzchnia gładka, matowa, o barwie od ochrowej do ochrowobrązowej lub szarawoochrowej, przy brzegu jaśniejsza. Brzeg podczas wilgotnej pogody promieniście prążkowany od prześwitujących blaszek.
Blaszki
Wolne z blaszeczkami, średnio gęste, białe do szarawobiałych.
Trzon
Stosunkowo długi, cylindryczni, czasem kręty, elastyczny, o barwie od bladoochrowej do czerwonawochrowej u podstawy i białawej górą. Gdy rośnie na szyszkach zagrzebanych w ziemi trzon tworzy długi „korzeń”.
Miąższ
Cienki, o słabym zapachu i gorzkim smaku.
Cechy mikroskopowe
Bazydiospory eliptyczne, gładkie, szkliste, 5,3–8,2 × 2,6-4,1 µm; Q = 1,8 – 2,8, Qe = 2,3. Pleurocystydy butelkowate, grubościenne, niektóre z inkrustacje na wierzchołku, 26,2–41,4 × 4,8–7,4 µm. Kaulocystydy z główką i krótką częścią podstawą. Skórka kapelusza zbudowana z wielokątnych i grubościennych komórek.
Gatunki podobne
Szyszkówka tęporozwierkowa (Strobilurus stephanocystis) ma miąższ o łagodnym smaku, jej cheilocystydy są główkowate i pucharkowate z naroślami, a kaulocystydy mają wydłużoną podstawę. Szyszkówka świerkowa (Strobilurus esculentus) rośnie wyłącznie na zagrzebanych w ziemi szyszkach świerkowych.

## Występowanie i siedlisko
Występuje w Ameryce Północnej, Europie i Azji. W Europie jest szeroko rozprzestrzeniony. W. Wojewoda w 2003 r. podał, że w Polsce jest bardzo rzadki, jednak w późniejszych latach podano bardzo wiele jego stanowisk. Jest w Polsce gatunkiem pospolitym.
Grzyb saprotroficzny. Rozwija się na opadłych szyszkach sosny, głównie wiosną.

## Zastosowanie
Szyszkówka gorzkawa wytwarza substancję o nazwie strobiluryna, będącą składnikiem jednego z najlepiej sprzedających się na świecie biologicznych preparatów grzybobójczych, używanego do zwalczania grzybowych chorób roślin. Związek ten jednak szybko rozkłada się pod wpływem światła i dlatego jest niepewny w zwalczaniu choroby. Dlatego opracowano różne analogi strobiluryny mające szerokie zastosowanie, szerokie spektrum działania i wysoką skuteczność w zwalczaniu chorób roślin. Poza tym są ekologiczne przyjazne. Ich działanie polega na zatrzymaniu syntezy ATP w procesie oddychania patogenów.
Przez niektórych okazy o niezbyt gorzkim smaku są uważana za grzyby jadalne.